# Schloss Ruhelust
Das Schloss Ruhelust in Innsbruck wurde zwischen 1562 und 1582 vor der Stadtmauer im Bereich des heutigen Hofgartens, nur aus Holz und Fachwerk bestehend, erbaut. Erzherzog Ferdinand II. gab den Auftrag hierzu und baute das Schloss für seine Gattin Philippine Welser. Es wurde für die Zeit des Umbaus der Hofburg zur Unterbringung des Hofes genutzt und zu einem dreigeschoßigen Gebäude mit 50 Räumen und einer Kapelle ausgebaut. Die zweite Ehefrau Ferdinands II., Anna Caterina Gonzaga, errichtete nach dessen Tod auf dem Grundstück des Schlosses ein Doppelkloster. Im Jahre 1636 wurde das Schloss durch Feuer zerstört, 1675 wiedererrichtet und 1728 abermals durch ein Feuer zerstört. Es verfügte über 60 Zimmer.